# Kościół św. Euzebiusza w Arnhem
Kościół św. Euzebiusza (niderl. Sint Eusebiuskerk) – zabytkowy kościół w Arnhem w Holandii, wzniesiony w XV–XVI w. w stylu gotyckim na miejscu starszego kościoła św. Marcina.

## Historia
Budowa kościoła została rozpoczęta w 1452 i trwała do ok. 1570. Wzniesiono go w centrum Arnhem, na miejscu dawniejszego, pochodzącego z IX w. kościoła pod wezwaniem św. Marcina (ten był stopniowo rozbierany w trakcie budowy, do ok. 1511). Rajcy miejscy zdecydowali o budowie nowej świątyni, aby miasto szczyciło się większym, bardziej reprezentacyjnym kościołem, dodającym miastu splendoru. Było to związane z faktem, że coraz częściej zaczynało ono pełnić funkcje stołecznego miasta księstwa Geldrii. Sprzyjał tym planom ówczesny władca Geldrii Arnold z Egmond, którego przedstawiciel położył kamień węgielny pod budowę świątyni. W 1453 z opactwa Prüm trafiły tu relikwie św. Euzebiusza, co zadecydowało o nowym wezwaniu. Jako pierwszy wzniesiono korpus nawowy z wieżą, potem prezbiterium z ambitem, a na końcu ramiona transeptu.
W 1538 w nieukończonej jeszcze świątyni pochowano syna Arnolda, księcia Geldrii Karola z Egmond. Był on wielkim dobroczyńcą kościoła i zmarł w Arnhem, jednak pochowanie go w tym miejscu nastąpiło wbrew jego ostatniej woli – chciał być pochowany w klasztorze kartuzów Monnikhuizen pod miastem, stanowiącym dawną nekropolię władców geldryjskich. Decyzję zmieniono pod naciskiem mieszczan Arnhem, a u kartuzów pochowano jedynie organy wewnętrzne księcia.
Świątynia była wzniesiona na potrzeby kultu katolickiego, lecz w 1578 kościół przejęli protestanci, którzy nazywali go „wielkim kościołem” (niderl. Grote Kerk). Miało to wpływ na wygląd jego wnętrza – usunięto posągi, ołtarze i freski. W latach 1650–1651 dodano górną, ośmioboczną część wieży.
W końcu XIX w. rozpoczęto restaurację znajdującego się w złym stanie kościoła; trwała ona do 1930. W 1944 podczas walk o Arnhem, toczonych w ramach operacji „Market Garden”, kościół został poważnie zniszczony: uległ pożarowi, zniszczone zostało drewniane wyposażenie i dachy. Zimą 1944/1945, gdy wycofujący się Niemcy wysadzali most na Renie, runęła wieża, niszcząc także korpus nawowy. Po wojnie podjęto decyzję o odbudowie zrujnowanego kościoła, którą zakończono w 1964. Odbudowa w pewnym stopniu zmieniła jego kształt – otrzymał wyższą wieżę, na której umieszczono nowoczesne rzeźby, dodano też łęki oporowe. Już w 1972 zaszła konieczność podjęcia ponownej restauracji.
Kościół służy głównie jako przestrzeń wystawiennicza, nabożeństwa są w nim odprawiane raz w miesiącu.

## Architektura
Kościół jest dużą, późnogotycką budowlą. Ma formę trójnawowej bazyliki z transeptem, z prezbiterium otoczonym ambitem. Posiada bogatą, ozdobną kamieniarkę, typową dla gotyku płomienistego. Inspiracją dla architektów świątyni była katedra św. Wiktora w Xanten. Mimo długiego okresu budowy, świątynia jest spójna stylowo. Zbudowana jest głównie z cegły, kamienia użyto jedynie na zewnątrz wieży. Plan prezbiterium i ambitu jest nieco niesymetryczny, co wynika z wykorzystania fundamentów wcześniej planowanej budowli.
W kościele znajduje się monumentalny, renesansowy nagrobek księcia Geldrii Karola z Egmond, wykonany w 1539. Grobowiec wykonany jest z czarnego marmuru, na którym umieszczono szesnaście reliefów wykonanych z białego marmuru i alabastru. Nagrobek wieńczy alabastrowa figura zmarłego księcia, wyobrażonego z hełmem u stóp, zapewne niegdyś złocona, otoczona sześcioma lwami.
Organy kościelne pochodzą z końca XVIII w. – przeniesiono je tutaj w miejsce organów zniszczonych podczas II wojny światowej z Amsterdamu. Ponadto na wieży umieszczono carillon złożony z 54 dzwonów o łącznej wadze 40 ton oraz szklane balkony, z których można podziwiać panoramę miasta oraz zewnętrzne dekoracje kościoła. Prowadzi na nią panoramiczna winda wywożąca zwiedzających na wysokość 73 m. Dostępne są także odkryte w XX w. fundamenty dawnego kościoła św. Marcina.

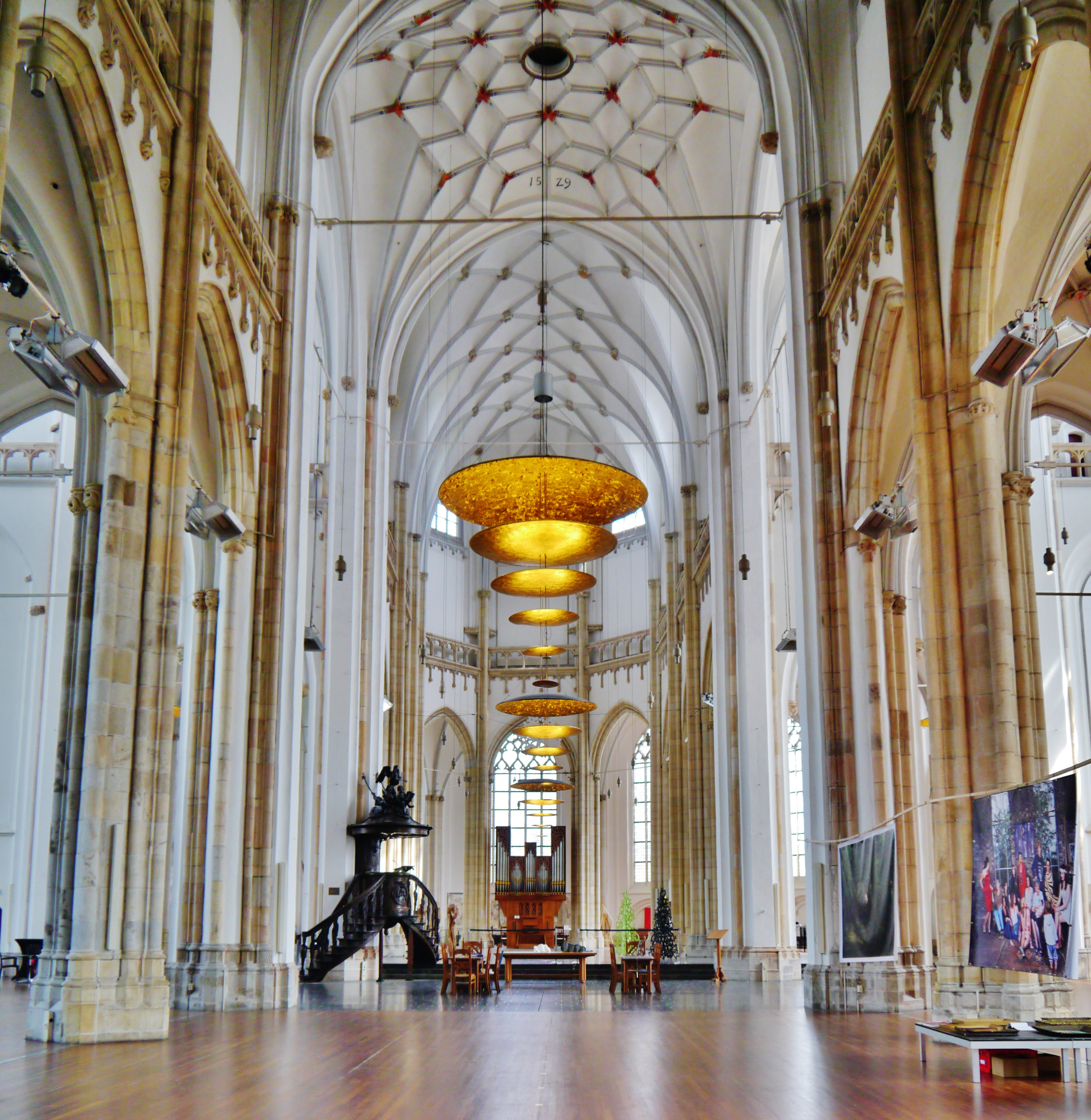
Wnętrze kościoła
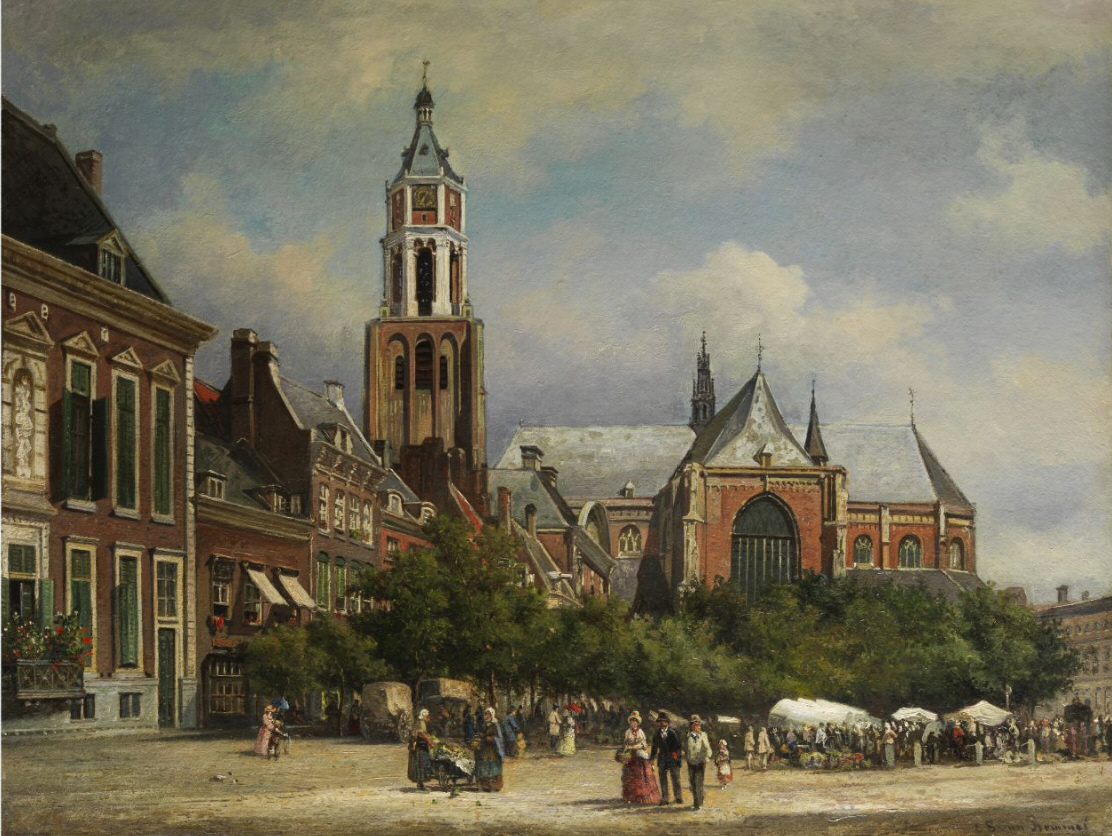
Kościół w 1884
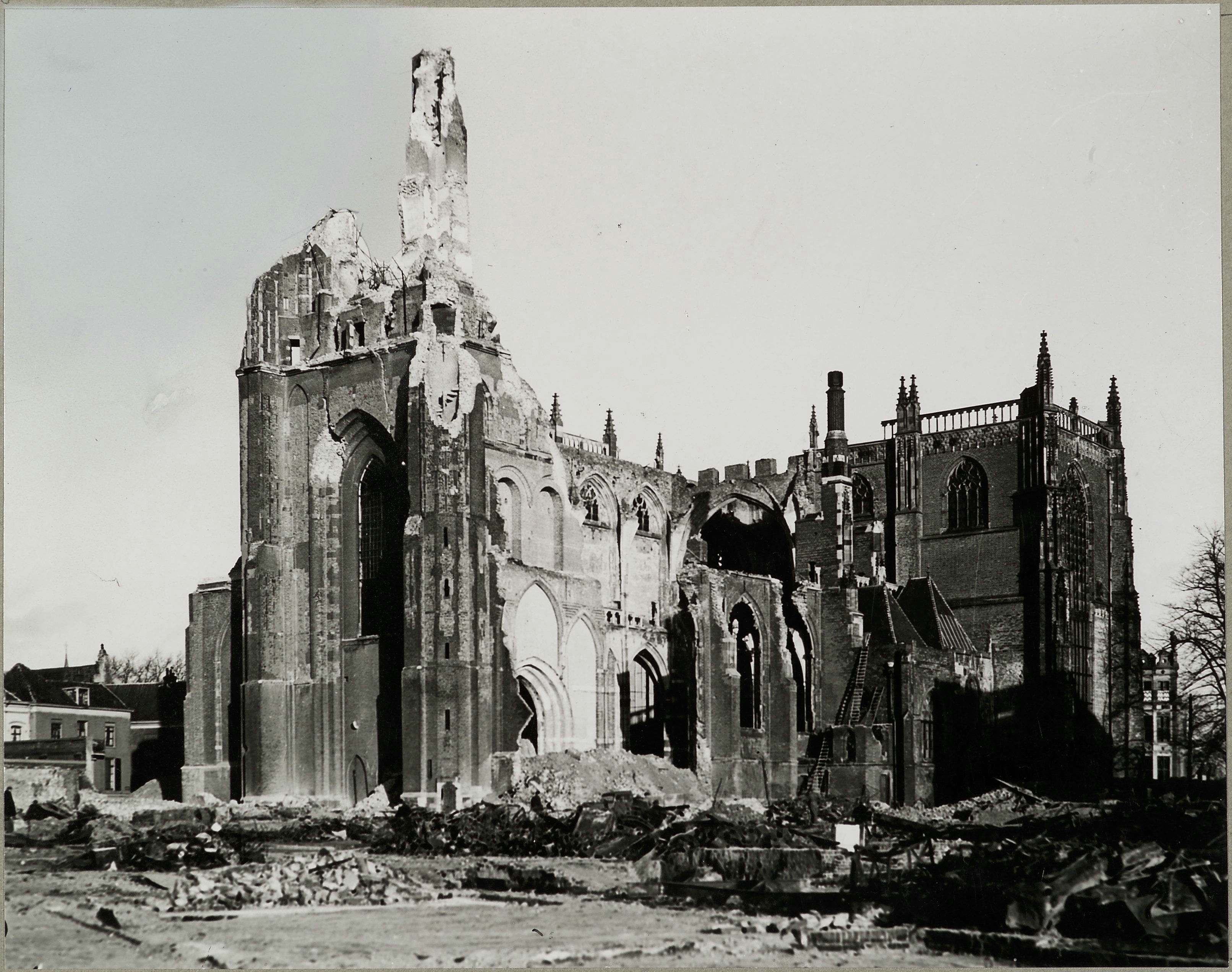
Ruiny kościoła po II wojnie światowej
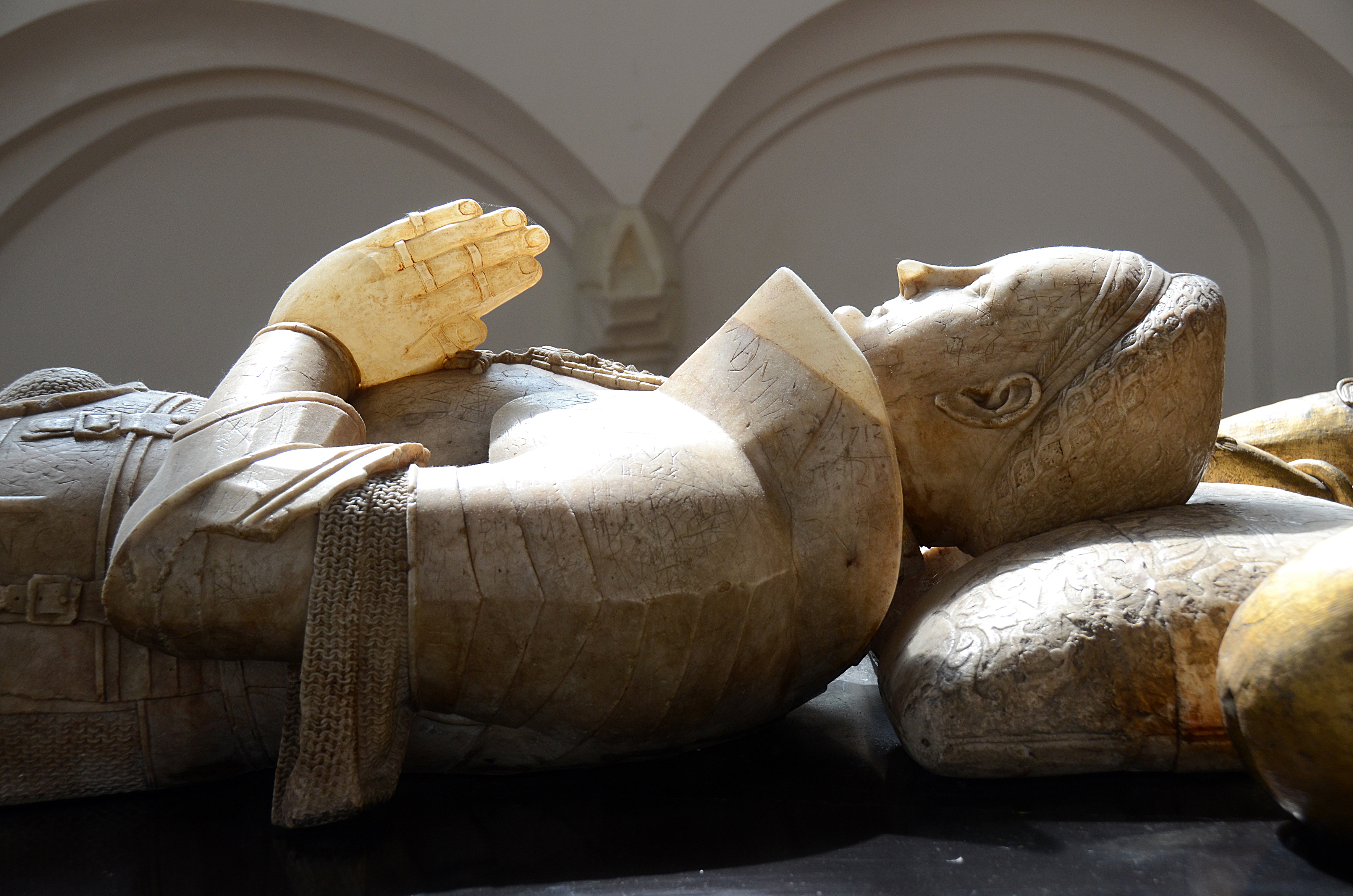
Część nagrobka księcia Geldrii Karola z Egmond